# Доктор Ху (филм)
Доктор Ху (енгл. Doctor Who), такође познат под називима Доктор Ху: Филм или Доктор Ху: Телевизијски филм, телевизијски је филм из 1996. који се наставља на британску научнофантастичну телевизијску серију Доктор Ху. Развијен је као копродукција између Универзал студија и BBC Worldwide. Премијерно је приказан 12. маја 1996. на ЦИТВ-у у Едмонтону у Алберти у Канади, 15 дана пре првог приказивања у Уједињеном Краљевству на ББЦ Један и два дана пре него што је емитован у Сједињеним Државама на Фокс-у. Такође је приказан у неким земљама ограничено време у биоскопима.
Филм је био први покушај да се оживи серија након што је суспендован 1989. Био је замишљен као пробна епизода за нову ТВ серију Доктор Ху у америчкој продукцији. Представио је Пола Мекгана као Осмог Доктора у његовом једином телевизијском појављивању као лик све до мини-епизоде Ноћ Доктора 2013. (иако је Мекган глумио Доктора и у разним аудио продукцијама). То такође означава последње појављивање Силвестера Мекоја као Седмог Доктора до његовог кратког појављивања у специјалу Моћ Доктора 2022. године и једино појављивање Дафни Ешбрук као пратитељке Грејс Халовеј и једино појављивање на екрану варијанте Господара Ерика Робертса, иако је од тада поновио улогу у аудио драмама за продукцију "Big Finish" . Иако је постигао успех у гледаности у Великој Британији, филм није прошао добро на америчкој телевизији и ниједна серија није наручена. Серија је касније поново покренута на ББЦ-у 2005. Једине епизоде серије између филма и нове серије биле су лажни филм из 1999. Доктор Ху и проклетство кобне смрти и анимација из 2003. Врисак Шалке.
Иако су филм првенствено продуцирали другачији људи од серије 1963–89 и намењен америчкој публици, продуценти су одлучили да не продуцирају „поновно замишљање“ или „поновно покретање“ серије већ наставак изворног приповедања. Продукција је снимана у Ванкуверу у Британској Колумбији и била је једина епизода серије снимљена у Канади.

## Радња
Доктор, тренутно у својој седмој инкарнацији, преноси Господарове остатке у Галифреј преко свог ТАРДИС-а. Господару је раније суђено и погубљено од стране Далека. На путу, кутија са његовим остацима се отвара и цурење цури, заражавајући ТАРДИС. Доктор је приморан да изврши хитну материјализацију у кинеској четврти Сан Франциска 30. децембра 1999.
Након што је изашао из ТАРДИС-а, Доктора је упуцала банда која јури Ченга Лија, младог Американца кинеског порекла. Ли позива хитну помоћ и прати онесвешћеног доктора у болницу. Излив из ТАРДИС-а такође улази у кола хитне помоћи. У болници, након што су меци уклоњени, кардиологиња др. Грејс Халовеј покушава операцију да стабилизује његове необичне откуцаје срца, али је збуњена његовом чудном анатомијом двоструког срца. Након што је доктор очигледно умро на операционом столу, његово тело је однето у мртвачницу, а Ли краде његову имовину. Излив преузима тело возача хитне помоћи, Бруса.
Касније, Доктор се регенерише. Нови Доктор, који пати од амнезије, препознаје Холовејеву која је дала отказ у болници након неуспеле операције. Он је прати до њених кола и доказује да је он исти човек кога није успела да спасе. Грејс га води кући да се опорави. Сада у Брусовом телу, Господар ставља Лија под контролу ума. Он убеђује Лија да је Доктор украо његово оригинално тело. Такође га убеђује да отвори ТАРДИСово око хармоније, што захтева скенирање људске мрежњаче. Када се Око отвори, Доктор је преплављен сећањима и схвата да га Учитељ тражи. Он упозорава Грејс да ће, док је Око отворено, ткиво стварности ослабити. Земља ће потенцијално бити уништена до поноћи у новогодишњој ноћи ако не буду могли да је затворе. Да би решио ову загонетку, потребан му је атомски часовник, а један је изложен на Институту за технолошки напредак и истраживање у Сан Франциску.
Напољу, Доктор и Грејс проналазе кола хитне помоћи. Изашавши из њега, Господар и Ли им нуде вожњу. Доктор не препознаје одмах Господара, али на путу открива његов прави идентитет и бежи са Грејс. Њих двоје настављају до Института, узимају сат и враћају се у ТАРДИС. Доктор затим поставља сат и затвара око. Међутим, штета је толико велика да мора да врати време пре него што је око отворено да би спречио уништење Земље. Док повезује одговарајућа кола ТАРДИС-а да би то урадио, Господар преузима контролу над Грејсиним телом, а она онесвешћује Доктора.
Доктор се буди и открива да је окован изнад Ока, а Господар је спреман да преузме преостале регенерације док Ли и Грејс посматрају. Доктор је успео да прекине Господарову контролу над Лијем који одбија да поново отвори Око. Господар га убија, приморава Грејс да отвори око и почиње да привлачи Докторову животну снагу. Пошто је поново под сопственом контролом, Грејс завршава последња кола како би ТАРДИС ставио у образац који задржава време, спречавајући апокалипсу. Затим одлази да ослободи Доктора. Господар је убија, али је ово дало довољно времена да се Доктор ослободи. У борби која је уследила, Доктор добија предност и гура Господара у Око. Око се затвара и време се враћа за неколико минута, поништавајући Лијеву и Грејсину смрт.
Без даљег ризика по Земљу, Доктор се спрема да оде. Ли враћа оно што је украо, а Доктор га упозорава да не буде у Сан Франциску наредне Нове Године. Доктор нуди Грејс прилику да путује са њим, али она љубазно одбија и љуби га на растанку. Доктор одлази сам у свом ТАРДИС-у.

## Улоге
- Пол Мекган као Осми Доктор
- Гордон Типл/Ерик Робертс као Господар
- Дафни Ешбрук као Грејс Халовеј
- Силвестер Мекој као Седми Доктор
- Ђи Цо Ји као Ли Ченг
- Џон Новак као Селинџер
- Мајкл Дејвид Симс као Др. Свифт

## Продукција
| Бр. еп. (укупно) | Бр. еп. (у сезони) | Наслов      | Редитељ    | Сценариста    | Премијера     | Прод. код      | Гледаност у Британији (милиони) |
| ---------------- | ------------------ | ----------- | ---------- | ------------- | ------------- | -------------- | ------------------------------- |
| −                | −                  | "Доктор Ху" | Џефри Сакс | Метју Џејкобс | 12. мај 1996. | 50/LDX071Y/01X | 9.08                            |

### Предпродукција
Продуцент Филип Сигал је неколико година покушавао да покрене нову серију у америчкој продукцији, али Fox Network — једина америчка мрежа која је показала било какво занимање — била је спремна да се посвети само једном телефилму. Очекивало се да ће, уколико телефилм буде успешан, Fox бити убеђен да поново размотри серију. Међутим, гледаност телефилма у Америци није била довољно јака да задржи Fox-ово занимање.
Буџет за продукцију филма (као што је откривено у књизи Доктор Ху: Регенерација) био је 5 милиона долара, при чему је Fox Network потрошила 2,5 милиона долара, ББЦ телевизија је допринела са 300.000 долара, а преосталих 2,2 милиона долара подељено је између BBC Worldwide-a и Universal Television-а.

### Избор глумаца
Избор глумаца је одржан у марту 1994. Глумци који су заправо били на аудицији за ту улогу су Лијам Канингем, Марк Мекган, Роберт Линдзи, Тим Мекинерни, Натанијел Паркер, Питер Вудвард, Џон Сешнс, Ентони Хед и Тон Слејтери. Пол Мекган је први пут разматран у време ових аудиција, али се званично пријавио на аудицију за улогу тек касније.
Међу глумцима који су били позвани на аудицију за улогу Доктора, а су одбили прилику били су и Кристофер Еклстон и Питер Капалди. Еклстон и Капалди су касније играли Девету односно Дванаесту инкарнацију Доктора у оживљеној серији Доктор Ху која је почела 2005. Еклстон је одбио понуду за аудицију за ТВ филм јер је у то време осећао да није желео да буде повезан са „великим именом“ тако рано у својој каријери. Капалди је одбио јер је сматрао да је мало вероватно да ће му бити додељена улога.
Од оних глумаца који су првобитно били на аудицији за улогу Доктора, неки су гостовали у серији када се вратила из 2005.
- Ентони Хед је гостовао у епизоди 2. серијала Школски сусрте као господин Финч.
- Тим Мекинери је гостовао у епизоди 4. серијала Планета Ода као Клајнмен Халпен.
- Лијам Канингем је гостовао у епизоди 7.серијала Хладни рат као капетан Жуков.
- Џон Сешнс је гостовао у епизоди 8. серијала Мумија у Оријент експресу дајући глас уилачком рачунару ГАС-у.

### Производња
Филм је снимљен на 35мм филму у Ванкуверу у Британској Колумбији, што је први пут да је било која прича о Доктору снимљена у Северној Америци.
У епизоди серије Доктор Ху: Поверљиво из 2005. године Чудна наука и на ДВД коментару, Силвестер Мекој открива да је током секвенце у којој закључава ковчег својим звучним шрафцигером држао алат у погрешном смеру (иако се у изворној серији види да се користи у оба смера). Звучни одвијач је био замагљен у постпродукцији да би се прикрила грешка.

### Постпродукција
Уводна шпица је прошла кроз бројне измене, са неколико различитих гласовних снимака снимљених. У једној фази, глас је требало да направи стари Господар којег је играо Гордон Типл. На крају ово није искоришћено. Типл се и даље сматра "Старим Господаром", иако је у последњој монтажи његов изглед веома кратак, непомичан и нем. Да је коришћен изворни преднаслов, било би нејасно какву инкарнацију доктора Силвестер Мекој тумачи у филму (пошто је он једноставно потписан као "Стари Доктор"). Само преписано приповедање (како је прочитао Пол Мекган) јасно показује његов број регенерација. Секвенца ТАРДИС-а који лети кроз временски вртлог је накратко поново коришћена у уводном делу филма Доктор Ху и проклетство кобне смрти док Господарр посматра Доктора Роуена Еткинсона.
Уместо израде новог логотипа за овај филм, одлучено је да се користи измењена варијанта логотипа која је коришћена током ере Џона Пертвија из изворне серије (са изузетком последње сезоне). Овај лого, који је био последњи лого коришћен на „званичном“ емитовању програма пре оживљавања 2005. године, ББЦ је до 2018. користио за већину робе Доктора која се односила на првих осам Доктора. У 2018. уложени су напори да се роба у серији учини уједначенијим па је већина артикала почела да користи лого израђен за време Докторке Џоди Витакер, напуштајући лого „Филма“ први пут после 22 године.
Џон Дебни је добио задатак да напише партитуру за овај филм и намеравао је да замени изворну тему Рона Грејнера новом композицијом. На крају крајева, Дебни је у ствари користио аранжман Грејнерове музике за тему, а Грејнер није био потписан.

### Резервни наслови и ознаке
Оба ДВД издања носе ознаку Доктор Ху: Филм. ВХС издање садржи и име Доктор Ху и фразу Сензационални филм (вероватно читан као поднаслов). Новелизација је названа једноставно Роман филма. Поновљено издање романа Збирке мета за 2021. носи наслов ТВ Филм. Чини се да се најчешћа употреба обожавалаца назива "ТВ филм" или "ТВФ" или њихове варијације.
Након превода на француски, овај филм је преименован у Le Seigneur du Temps (буквални превод: „Господар времена“).
„ТВФ“ је производни код који се користи у ББЦ-овом интернет водичу за епизоде. Стварни код који се користи током производње је 50/LDX071Y/01X. Цео специјал Осмог Доктора часописа Доктор Ху даје производну шифру као #83705. Продукција "Big Finish" користи шифру 8А и сходно томе нумерише своје наредне приче Осмог Доктора.

## Емитовање и пријем
Филм је премијерно приказан у Канади на ЦИТВ-ТВ станици Едмонтон у Алберти 12. маја 1996. године, два дана пре емитовања на Фокс мрежи.
Рекламе на Фокс мрежи које рекламирају филм користиле су снимке специјалних ефеката из 23. сезоне 1986. године, иако овај снимак није коришћен у филму. Ово је био први пут да су снимци из изворне ББЦ-ове серије приказани на великој америчкој мрежи. Рекламе су такође користиле другачији аранжман музике за тему од оне која се чује у филму.
Филм је добио разочаравајуће оцене у САД-у. Имао је 5,6 милиона гледалаца, укупно 9% публике.
Морин Патон из Дневног експреса похвалила је филм. „Коначно имамо одраслог Доктора високе технологије у Полу Мекгану... само би ниско-технолошки лудак пропустио допадљиво почетништво старог серијског формата за чај... творци би били љути да не траже могућност серије." Метју Бонд из Времена је за разлику од тога изјавио: „Ако се серија врати, биће јој потребни јачи сценарији од ове поједностављене понуде која се борила да испуни осамдесет пет минута и донекле се трудила у потрази за духовитошћу“. Странице са писмима Радио времена биле су подељене између гледалаца који су волели и не волели ТВФ. Говорећи о ТВФ-у, писац Гери Гилат га је критиковао због „превише непотребних референци“ на позадину емисије. Гилат је додао „иако је веома забаван, стилски режиран и савршено одигран, ТВ филм се можда превише трудио да буде оно што је Доктор Ху некада био, уместо да се бори да би показао шта би могао бити у будућности“.

### Награде
Филм је освојио награду Сатурн 1996. за најбољу телевизијску презентацију.

## Кућна издања
Ласердиск издање филма објављено је искључиво у Хонг Конгу од стране Универзал-а 1997.
Немонтираа варијанта је објављена на ДВД-у у Великој Британији 2001. године под називом Доктор Ху: Филм, а поново је објављена 2007. као ограничено издање са алтернативним омотом (али без промене садржаја) као део серије поновна издања класичних серија са циљем да привуку љубитеље оживљене серије у старије серије.
И уређена и необрађена варијанта такође су објављене у земљама као што су Аустралија и Нови Зеланд.
ДВД комплет Revisitation-a из 2010. садржи филм са новим, ажурираним ДВД карактеристикама специјалног издања. Садржао је нови коментар са Полом Мекганом и Силвестером Мекојем, једносатни документарац о времену између филма и отказивања серије 1989. године, документарни филм о 7 година потребних за снимање филма, документарац о пустоловинама из стрипова 8. доктора, документарац о реакцији медија на 8. доктора, документарац о везама између Плавог Петра и Доктора Хуа, као и сви изворни филмови, укључујући изворни коментар са Џефријем Саксом.
Због сложених проблема са дозволама, није било ВХС издања филма у Северној Америци, а више од деценије није било ни ДВД издања. На крају је 25. августа 2010. Ден Хол из 2entertain-a потврдио је да ће ажурирана варијанта из 2010. бити објављена у Северној Америци негде у наредних дванаест месеци након опсежних преговора са Универзал студиом. Два месеца касније, најављен је датум објављивања ДВД-а у Северној Америци за 2 диска Доктор Ху: Филм − Посебно издање 8. фебруар 2011.
Године 2013. поново је објављен на ДВД-у као део комплета „Доктор Ху: Доктори су поново посетили 5–8“, заједно са класичним серијалима Земљотрес, Освета на Варосу и Сећање на Далеке. Поред документарног филма о Осмом Доктору, он такође садржи увод од тада актуелног директора серије Стивена Мофата. Ово је такође објављено у Северној Америци.
Филм је објављен као Блу-реј са 2 диска постављен у Региону 2 19. септембра 2016. Снимак није поново скениран са изворних филмских негатива. Уместо тога је 1080/50i обрађен патио од истог проблема са убрзањем PAL-а као и претходна кућна издања.

## Континуитет
- Пол Мекган се поново појавио као Осми Доктор у мини-епизоди из 2013. Ноћ Доктора у којој је коначно истражена његова регенерација.[17]
- Ерик Робертс је поновио улогу Господара у многим аудио причама продукције "Big Finish": 5. серијал (епизода Дневник Ривер Сонг),[18] Том 4 Доктор Ху: Помахнитало[19] и поново је поновио улогу у драми Велемајсторски, посебном издању којим се прославља 50 година од када се Господар први пут појавио у серијалу Терор Отонаца далеке 1971.[20] Робертс је поновио улогу своје инкарнације Господара у драми Господар! два месеца након изласка драме Велемајсторски. У бокс сету је такође глумио Чејс Мастерсон као Вин Салватори. Робертс је чак снимио материјал уживо у којем глуми Господара за YouTube канал "Big Finish"-а.[21]
- Ђи Цо Ји се вратио 2002. како би играо мајора Џала Бранта у аудио драми Седмог Доктора Успон зоре[22] и др. Риса Годарда у вебкасту Право време са Шестим Доктором.[23]
- Дафне Ешбрук вратила се 2004. године заједно са Полом Мекганом као Савршенство у аудио драми Следећи живот.[24]
- Цо и Ешбрукова су се вратили у продукцији "Big Finish" заједно играјући капетанку Рут Мејтсон и каплара Чарлија Сата из ОЈУН-а у аудио драми Приче из трезора[25] односно Велеум[26] које су део серијала Сапутничке хронике из 2011. односно 2013. године.